# زنان در آلمان
زنان در آلمان به نقش زنان در کشور آلمان می‌پردازد. نقش زنان آلمانی در طول تاریخ تغییر کرده‌است، زیرا فرهنگ و جامعه ای که در آن زندگی می‌کردند دستخوش دگرگونی‌های مختلفی شده‌است. از نظر تاریخی، و همچنین در حال حاضر، وضعیت زنان در بین مناطق آلمان متفاوت است، به ویژه در قرن بیستم، زمانی که یک سازمان سیاسی و اجتماعی-اقتصادی متفاوت در آلمان غربی در مقایسه با آلمان شرقی وجود داشت. علاوه بر این، جنوب آلمان دارای سابقه نفوذ قوی کاتولیک رومی است.

## ازدواج و قانون خانواده
قانون خانواده در آلمان غربی، تا همین اواخر، نقشی فرعی در رابطه با شوهرانشان برای زنان قائل بود. تنها در سال ۱۹۷۷ بود که تغییرات قانونی برای برابری جنسیتی در ازدواج فراهم شد. تا آن تاریخ، زنان متأهل در آلمان غربی نمی‌توانستند بدون اجازه شوهران خود کار کنند. اما در آلمان شرقی، زنان از حقوق بیشتری برخوردار بودند.
در سال ۱۹۷۷، قانون طلاق در آلمان غربی دستخوش تغییرات اساسی شد و از یک سیستم طلاق مبتنی بر تقصیر به سیستمی که اساساً بدون تقصیر است تغییر کرد. این مقررات جدید طلاق که امروزه در سراسر آلمان به قوت خود باقی است، تصریح می‌کند که می‌توان طلاق بدون تقصیر را به دلیل یک سال جدایی عملی در صورت رضایت هر دو زوج و سه سال جدایی عملی در صورت رضایت یکی از زوجین به دست آورد. . همچنین در صورتی که در دادگاه ثابت شود که ادامه ازدواج به دلایلی برای خواهان حرج غیرمنطقی برای خواهان ایجاد می‌کند، طلاق سریع و بدون مهلت جدایی از سوی زوجین به‌صورت تقاضای زوجین می‌تواند صادر شود.
در سال‌های اخیر، در آلمان، مانند سایر کشورهای غربی، افزایش سریع زندگی مشترک مجردی و تولدهای خارج از ازدواج مشاهده شده‌است. تا سال ۲۰۱۴، ۳۵ درصد از تولدها در آلمان مربوط به زنان مجرد بوده‌است. با این حال، تفاوت‌های مشخصی بین مناطق غربی و شرقی وجود دارد: به‌طور قابل توجهی تعداد کودکان خارج از ازدواج در آلمان شرقی نسبت به آلمان غربی بیشتر است: در سال ۲۰۱۲، در آلمان شرقی ۶۱٫۶ درصد از تولدها مربوط به زنان مجرد بود. اما در غرب آلمان این عدد تنها ۲۸٫۴٪ بوده‌است.
دیدگاه‌ها در مورد خودمختاری جنسی، همان‌طور که به ازدواج مربوط می‌شود، نیز تغییر کرده‌است: به عنوان مثال، تا سال ۱۹۶۹، زنا در آلمان غربی یک جرم کیفری بود. با این حال، تنها در سال ۱۹۹۷ بود که آلمان معافیت ازدواج خود را از قانون تجاوز جنسی پس از یک نبرد سیاسی طولانی که در دهه ۱۹۷۰ شروع شد حذف کرد و یکی از آخرین کشورهای اروپایی بود که این کار را انجام داد. به‌طور خاص، قبل از سال ۱۹۹۷، تعریف تجاوز جنسی در آلمان این بود: «هرکس زنی را به زور یا تهدید به خطر فعلی جانی یا بدنی به رابطه خارج از ازدواج با او یا شخص ثالث وادار کند، به مجازات بیش از دو سال حبس محکوم خواهد شد.» در سال ۱۹۹۷ تغییراتی در قانون تجاوز به عنف به وجود آمد، تعریف را گسترده‌تر کرد، آن را از نظر جنسیت خنثی کرد و معافیت ازدواج را حذف کرد. پیش از این، تجاوز زناشویی تنها به عنوان "ایجاد صدمه بدنی" (بخش 223 قانون جزایی آلمان)، "توهین" (بخش ۱۸۵ قانون جزایی آلمان) و "استفاده از تهدید یا زور برای ایجاد آسیب به شخص قابل تعقیب بود که مجازات کمتری داشت و به ندرت تحت تعقیب قرار می‌گرفت.

## زندگی
در آلمان اگرچه اکثر زنان شاغل هستند، بسیاری از آنها به صورت پاره وقت کار می‌کنند. در اتحادیه اروپا، تنها هلند و اتریش زنان بیشتری دارند که به صورت پاره وقت کار می‌کنند. یکی از مشکلاتی که زنان باید با آن روبرو شوند این است که مادرانی که فرزندان خردسال دارند و می‌خواهند شغلی را دنبال کنند ممکن است با انتقاد اجتماعی مواجه شوند. در سال ۲۰۱۴، ائتلاف حکومتی با اعمال سهمیه ۳۰ درصدی زنان برای پست‌های هیئت نظارت از سال ۲۰۱۶ به بعد موافقت کرد.
در مقایسه با سایر کشورهای غربی و حتی غیر غربی، نسبت زنان در نقش‌های رهبری تجاری پایین‌تر است. یکی از دلایل حضور کمرنگ زنان در پست‌های کلیدی، هنجارهای اجتماعی است که کار تمام وقت را برای زنان نامناسب می‌داند. به خصوص آلمان جنوبی در مورد نقش‌های جنسیتی محافظه کار است.

## بهداشت و سلامت باروری
نرخ مرگ و میر مادران تا سال ۲۰۱۰ در آلمان ۷ مرگ در ۱۰۰۰۰۰ نفر بوده‌است. میزان ابتلا به ایدز براساس برآوردهای سال ۲۰۰۹ حدود ۰٫۱٪ از بزرگسالان ۱۵ تا ۴۹ ساله) است. نرخ باروری کل (TFR) در آلمان ۱٫۴۴ تولد به ازای هر زن (برآوردهای ۲۰۱۶) است که یکی از پایین‌ترین نرخ‌ها در جهان است. بی فرزندی در آلمان بسیار زیاد است: از زنان متولد سال ۱۹۶۸ در آلمان غربی، ۲۵ درصد بدون فرزند هستند.
سقط جنین در آلمان در سه‌ماهه اول به شرط مشاوره اجباری و در موارد ضروری پزشکی قانونی است. در هر دو مورد یک دوره انتظار ۳ روز وجود دارد.
آموزش جنسی در مدارس طبق قانون الزامی است. دادگاه قانون اساسی آلمان و در سال ۲۰۱۱ دادگاه حقوق بشر اروپا، شکایات چندین والدین را علیه آموزش جنسی اجباری مدرسه در آلمان رد کردند.